# Сатурнин (консул 264 г.)
Вижте пояснителната страница за други личности с името Сатурнин.
Сатурнин (на латински: Saturninus, fl. 264) е политик и сенатор на Римската империя през 3 век.
През 264 г. той е консул заедно с император Цезар Публий Лициний Валериан Галиен Август (VI), след Марк Нумий Сенецио Албин и Егнаций Декстер Максим. През 265 г. консули стават Лициний Валериан (брат на император Галиен) и Егнаций Луцил.
Някои автори на Prosopography of the Later Roman Empire го индентифицират с узурпатор Сатурнин.